# Liparometra
Genre
Liparometra était un genre de comatules de la famille des Mariametridae. Il est désormais considéré comme invalide par le WoRMS qui classe ces espèces dans le genre Dichrometra.